# Dahlak Kebir
Dahlak Kebir (in italiano nota anche come Dahlac el-Chebir o Grande Dahlac) è la più grande e popolosa delle isole abitate stabilmente nell'arcipelago delle Dahlac, nel Mar Rosso, in Eritrea.
La popolazione vive di pesca (vongole), del commercio di perle e madreperla e marginalmente di turismo.